# هربرت بيل (سياسي)
هربرت بيل هو سياسي كندي، ولد في 30 نوفمبر 1818، وتوفي في 15 فبراير 1876.